# Katsushige Kawashima
Katsushige Kawashima (川嶋 勝重, Kawashima Katsushige) est un boxeur japonais né le 6 octobre 1974 à Ichihara.

## Carrière
Passé professionnel en 1997, il devient champion du monde des poids super-mouches WBC le 28 juin 2004 après sa victoire par arrêt de l'arbitre au 1er round contre Masamori Tokuyama. Kawashima bat ensuite Raul Juarez et Jose Navarro puis perd son titre face à Tokuyama le 18 juillet 2005 lors de leur 3e combat. Il met un terme à sa carrière en 2008 sur un bilan de 32 victoires et 7 défaites.